# Mageina Tovah

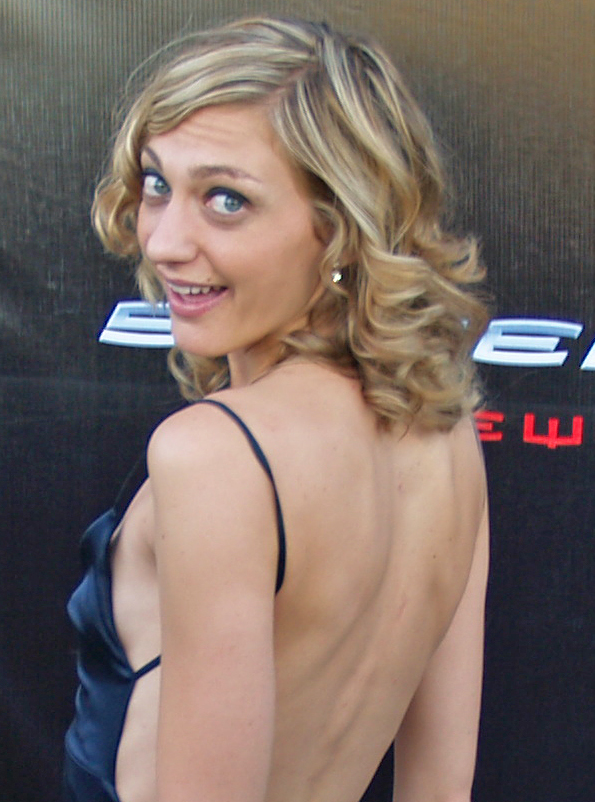
Mageina Tovah (2007)

Mageina Tovah Begtrup (* 26. Juli 1979 in Honolulu, Hawaii) ist eine US-amerikanische Schauspielerin.

## Leben
Tovah wurde am 26. Juli 1979 in der hawaiischen Stadt Honolulu geboren. Ihre Eltern arbeiteten dort für die United States Army. Später zogen sie von Clarksville (Tennessee) nach Nashville.
Nach der High School besuchte Tovah das California Institute of Technology (Caltech) und danach die University of Southern California (USC), an der sie einen Bachelor of Arts Theatre Degree machte.
Ihren ersten Auftritt im Fernsehen hatte Tovah 2001 in einer Episode der Fernsehserie The Guardian – Retter mit Herz. Es folgten weitere Gastauftritte (für jeweils eine Episode) in den Serien Buffy – Im Bann der Dämonen, New York Cops – NYPD Blue, Six Feet Under – Gestorben wird immer, Boston Public, Strong Medicine: Zwei Ärztinnen wie Feuer und Eis, Crossing Jordan – Pathologin mit Profil, Half & Half, Cold Case – Kein Opfer ist je vergessen, Standoff, Private Practice, Bones – Die Knochenjägerin und Lie to Me.
In den Jahren 2003 bis 2005 spielte sie in 23 von 45 Episoden der CBS-Fernsehserie Die himmlische Joan die Rolle der Glynis Figliola.
In den Teilen zwei und drei der weltweit erfolgreichen Spider-Man-Trilogie spielte Tovah Ursula Ditkovich.
Darüber hinaus wirkte sie in verschiedenen Musikvideos mit.

## Filmografie (Auswahl)

### Filme
- 2004: Spider-Man 2
- 2004: Plötzlich verliebt (Sleepover)
- 2004: Der SpongeBob Schwammkopf Film (The SpongeBob SquarePants Movie)
- 2005: Waterborne
- 2006: Zum Ausziehen verführt (Failure to Launch)
- 2006: Bickford Shmeckler’s Cool Ideas
- 2007: Spider-Man 3
- 2007: Live!
- 2008: The Walking Wounded
- 2012: Neighbors (Kurzfilm)
- 2012: The Factory

### Fernsehserien
- 2001: Buffy – Im Bann der Dämonen (Buffy, Folge 6x10 Wrecked)
- 2002: New York Cops – NYPD Blue (NYPD Blue, Folge 10x09 Half-Ashed)
- 2003: Six Feet Under – Gestorben wird immer (Six Feet Under, Folge 3x03 The Eye Inside)
- 2003: Boston Public (Folge 3x17 Chapter Sixty-One)
- 2003–2005: Die himmlische Joan (Joan of Arcadia)
- 2004–2008: The Shield – Gesetz der Gewalt (The Shield)
- 2005: Crossing Jordan – Pathologin mit Profil (Crossing Jordan, Folge 5x09 Death Goes On)
- 2006: Cold Case – Kein Opfer ist je vergessen (Cold Case, Folge 3x23 Joseph)
- 2009: Bones – Die Knochenjägerin (Bones, Folge 4x11 Double Trouble in the Panhandle)
- 2009: Lie to Me (Folge 1x12 Blinded)
- 2010–2011 Hung – Um Längen besser (Hung, drei Folgen)
- 2011: The Mentalist (Folge 3x22 Rhapsody in Red)
- 2012: CSI: NY (Folge 9x01 Reignitet)
- 2012: The Finder (Folge 1x11 The Inheritance)
- 2016–2020: The Magicians